# Alois Holna
Alois Holna (26. června 1913 Podťaté – 12. ledna 1943 Biskajský záliv) byl český palubní navigátor 311. československé bombardovací perutě a oběť druhé světové války.

## Život

### Před druhou světovou válkou
Alois Holna se narodil 26. června 1913 v osadě Podťaté spadající pod Velké Karlovice na Valašsku v rodině učitelů Aloise Holny a Josefíny, rozené Horákové. Po skončení první světové války se  rodina přestěhovala do Žiliny u Nového Jičína, kde oba rodiče učili, otec se stal ředitelem místní školy. Byl členem skauta. Alois Holna studoval mezi lety 1923 a 1928 na českém gymnáziu v Novém Jičíně, v roce 1930 odmaturoval na státním reálném gymnáziu v Lipníku nad Bečvou. Nastoupil do zaměstnání, od poloviny třicátých let pak začal studovat na elektrotechnické fakultě ČVUT v Praze.

### Druhá světová válka
Alois Holna dokončil na elektrotechnické fakultě ČVUT osm semestrů a absolvoval první státní zkoušku. Poté ilegálně opustil Protektorát Čechy a Morava a dostal se do Francie, kde byl 26. září 1939 prezentován v Agde u zde vznikající československé zahraniční jednotky. Po pádu Francie v červnu 1940 se evakuoval do Spojeného království, kde byl 21. září téhož roku přijat do Royal Air Force. Následně absolvoval radiotelegrafický, střelecký a navigátorský výcvik, poté byl 4. listopadu 1941 zařazen k 311. československé bombardovací peruti. Po prodělání operačního výcviku absolvoval 22. dubna 1942 první operační let, jehož úkolem bylo bombardování přístavu Le Havre. Se svou posádkou poté absolvoval dalších čtyřicet operačních letů. Dne 12. ledna 1943 vystartoval jeho stroj Vickers Wellington Mk.Ic DV799 KX-Z k hlídkovému protiponorkovému letu na Biskajský záliv, během kterého byl v 16.35 hodin sestřelen německým stíhacím letounem Focke-Wulf Fw 190 řízeném Leopoldem Groissem. Těla posádky moře nevyplavilo. Dosáhl hodnosti podporučíka.

## Ocenění

### Vyznamenání
- Československý válečný kříž 1939
- Československá medaile za zásluhy II. stupně
- Pamětní medaile československé armády v zahraničí
- Hvězda Atlantiku
- Evropská hvězda leteckých posádek
- Britská medaile Za obranu

### Posmrtná cenění
- V roce 1991 byl Alois Holna in memoriam povýšen do hodnosti podplukovníka
- Po Aloisi Holnovi byla pojmenována jedna z ulic v místní části Nového Jičína Žilině